# Gene Shalit
Eugene Shalit (Nova Iorque, 25 de março de 1926) é um jornalista, crítico de cinema e literário dos Estados Unidos. É mais conhecido por apresentar o programa Today Show, da NBC entre 1973 e 2010. Ele é conhecido por seus frequentes uso de trocadilhos, bigode enorme e cabelo crespo, e por usar gravatas-borboleta coloridas.

## Publicações
Shalit escreveu e editou vários livros.
- Somehow It Works; A Candid Portrait of the 1964 Presidential Election. [S.l.: s.n.] 1965
- Shalit, Gene (1987). Laughing Matters: A Celebration of American Humor. [S.l.: s.n.] ISBN 978-0385185479
- Shalit, Gene (2002). Great Hollywood Wit. [S.l.: s.n.] ISBN 978-0312282721
- Shalit, Gene (2016) [1962]. Khrushchev's Top Secret Coloring Book. [S.l.: s.n.] ISBN 978-1936404636